# خرمن‌تپه
خرمن تپه مربوط به دوران‌های تاریخی پس از اسلام است و در شهرستان آبیک، روستای باقرآباد ترک واقع شده و این اثر در تاریخ ۱۷ اسفند ۱۳۸۱ با شمارهٔ ثبت ۷۶۰۲ به‌عنوان یکی از آثار ملی ایران به ثبت رسیده است.